# Baladas do Asfalto e Outros Blues
| Críticas profissionais | Críticas profissionais |
| Avaliações da crítica  | Avaliações da crítica  |
| Fonte                  | Avaliação              |
| ---------------------- | ---------------------- |
| Território da Música   | [ 1 ]                  |
| Allmusic               | [ 2 ]                  |

Baladas do Asfalto & Outros Blues é o sexto álbum solo do cantor e compositor maranhense Zeca Baleiro.
Como o sugestivo título já diz, é um álbum com grandes referências à estrada. “A viagem e o exílio fazem parte da minha vida, a estrada é a metáfora da vida”, acrescentou o cantor.

## Faixas
| N.º            | Título                                          | Compositor(es)                 | Duração |  |
| 1.             | "Versos Perdidos"                               | Zeca Baleiro/Fausto Nilo/Nosly | 3:36    |  |
| 2.             | "Balada do Asfalto"                             | Zeca Baleiro                   | 4:45    |  |
| 3.             | "Cachorro Doido"                                | Zeca Baleiro/Fernanda Abreu    | 3:36    |  |
| 4.             | "Meu Amor, Minha Flor, Minha Menina"            | Zeca Baleiro                   | 3:16    |  |
| 5.             | "Flores no Asfalto"                             | Zeca Baleiro                   | 4:46    |  |
| 6.             | "Alma Nova"                                     | Zeca Baleiro/Fernanda Abreu    | 4:06    |  |
| 7.             | "Balada do Céu Negro"                           | Zeca Baleiro/Tuco Marcondes    | 3:06    |  |
| 8.             | "Mulher Amada" (Sobre o Poema de Murilo Mendes) | Zeca Baleiro                   | 1:05    |  |
| 9.             | "Cigarrro"                                      | Zeca Baleiro                   | 5:00    |  |
| 10.            | "Muzak"                                         | Zeca Baleiro                   | 4:24    |  |
| 11.            | "Quando Ela Dorme em Minha Casa"                | Zeca Baleiro/Fausto Nilo       | 3:46    |  |
| 12.            | "Amargo"                                        | Zeca Baleiro                   | 5:34    |  |
| 13.            | "O Silêncio"                                    | Zeca Baleiro                   | 3:01    |  |
| Duração total: | Duração total:                                  | Duração total:                 | 50:01   |  |

## Créditos Musicais
- Zeca Baleiro - Vocais, Guitarra, Acordeon, Composição, Produção
- Tuco Marcondes - Bandolim, Banjo, Dobro, Guitarra, Guitarra de 12 cordas, Guitarra Baritona, Sitar, Ukulele
- Sacha Amback - Teclados, Piano
- Humberto Barros - Fender Rhodes, Mellotron, Organ (Hammond), Piano
- Billy Brandão - E-Bow, Guitarra, Sitar, Talk Box
- Marcelo Costa - Bateria, Percussão
- Walter Costa	Teclados, Arranjos de cordas
- Davi Graton - Violino
- Julio Ortiz - Cello
- Daniel Pires - Viola
- Adriana Maciel -Back Vocals
- Cecilia Spyer - Back Vocals